# 서장훈의 이웃집 백만장자
《서장훈의 이웃집 백만장자》는 EBS 1TV에서 교양 프로그램이며, E채널을 통해 방영되고 있다.

## 같이 보기
- 한국기행
- 세계테마기행
- 교양